# Jim Abrahams
James Steven Abrahams (10. května 1944 – 26. listopadu 2024) byl americký filmový režisér a scenárista.

## Biografie
Narodil se židovské rodině v americkém městě Shorewood. Později vychodil střední školu Shorewood High School. Abrahams je především známý pro svoji parodickou tvorbu jako Připoutejte se, prosím!, Žhavé výstřely a jiné.

## Filmografie
- The Kentucky Fried Movie (1977)
- Připoutejte se, prosím! (1980)
- Police Squad! (1982) (TV)
- Top Secret! (1984)
- Bezcitní lidé (1986) (jen jako režisér)
- Kšeft za všechny prachy (1988) (jen jako režisér)
- Vítej doma, Roxy Carmichaelová (1990) (jen jako režisér)
- Žhavé výstřely (1991) (režisér)
- Žhavé výstřely 2 (1993) (režisér)
- Především nikomu neublížím (1997) (TV) (jen jako režisér)
- Mafiósso (1998) (jen jako režisér)
- Scary Movie 4 (2006) (scenárista)